# 東關東自動車道
東關東自動車道（日语：／ Higashi-Kantō jidōshadō */?）是以日本東京都為起點，分別以茨城縣水戶市及千葉縣館山市為終點的國土開發幹線自動車道，也是一條高速公路（高速自動車國道）。簡稱東關東道（日语：／ Higashi-Kantōdō */?）或東關道（日语：／ Tōkandō */?）。
東關東自動車道水戶線的高速公路路線編號編為「E51」。

## 概要

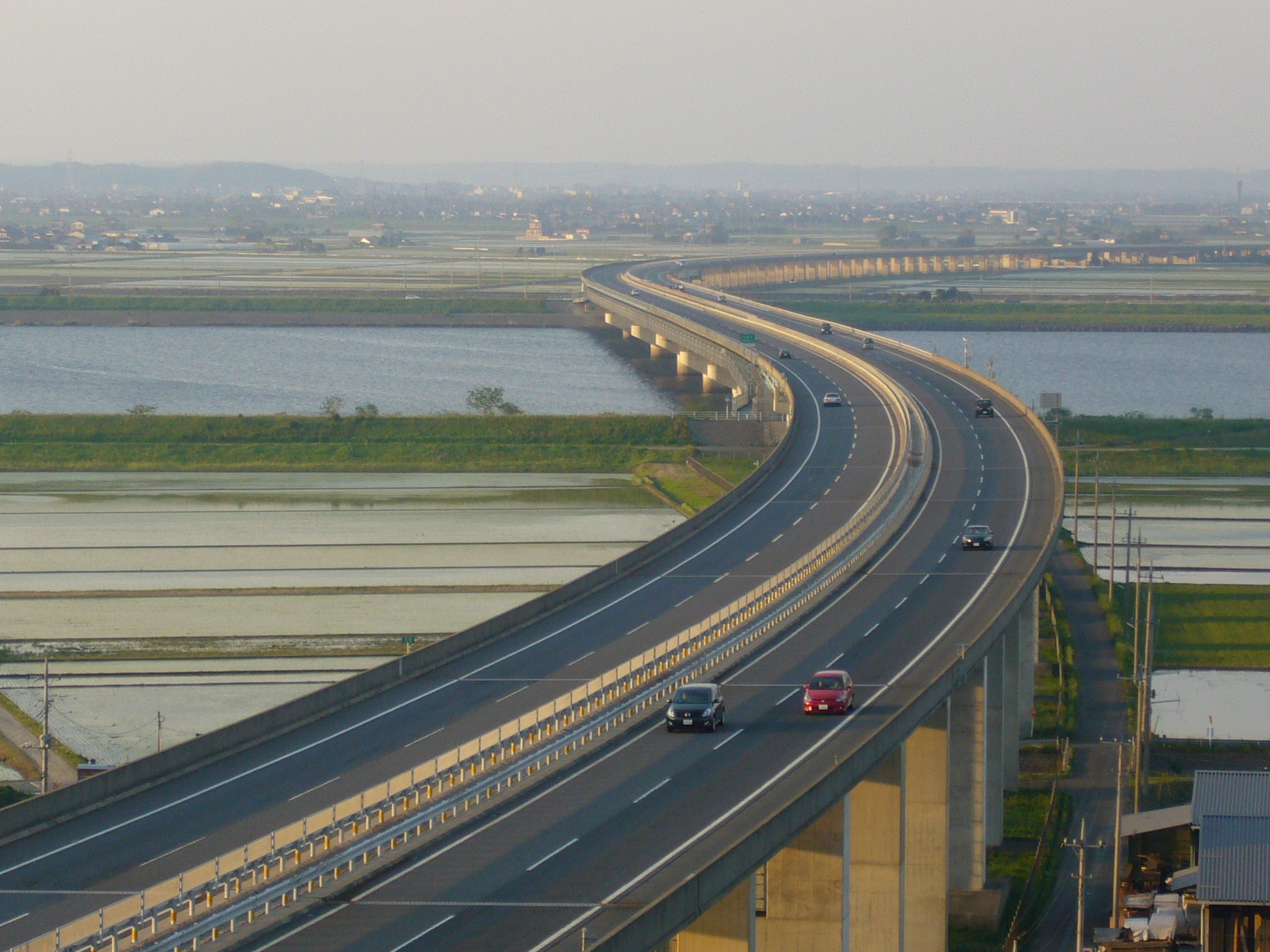
東關東自動車道跨过利根川的桥梁

東關東自動車道分為以下2路線，主要為東京至成田國際機場與房總半島間之通路。
1. 東關東自動車道水戶線（東京都 - 茨城縣水戶市）
2. 東關東自動車道館山線（東京都 - 千葉縣館山市）

館山線為高速自動車國道路線指定政令下「東關東自動車道千葉富津線」，起點於千葉縣千葉市，終點於千葉縣富津市。
開業當初以新空港自動車道為名開業，新東京國際機場（現成田國際機場）開業翌年（1979年）易名為東關東自動車道（新空港自動車道由成田JCT至成田機場附近之新空港IC間之路線名維持不變）。

## 交流道
- 交流道（IC）編號欄的背景色為■顯示該部分道路已經啟用，設施名稱欄的背景色為■顯示該部分設施尚未啟用，未通車路段名稱皆為臨時名稱。
- 巴士站（BS），○為使用中，◆為停用中設施。無標示者為未設置巴士站。

| 交流道 編號    | 中文設施名稱   | 日文設施名稱 | 英文設施名稱 | 接續路線名稱                                            | 起點起計距離（公里） | 巴士站 | 備註                                                          | 所在地 | 所在地          | 所在地          |
| -------------- | -------------- | ------------ | ------------ | ------------------------------------------------------- | -------------------- | ------ | ------------------------------------------------------------- | ------ | --------------- | --------------- |
| 首都高速灣岸線 |                |              |              |                                                         |                      |        |                                                               |        |                 |                 |
| 1              | 高谷JCT        |              |              | C3 東京外環自動車道                                     | 0.0                  |        | 東京外環道的JCT編號為「92」                                   | 千葉縣 | 市川市          | 市川市          |
| 2              | 灣岸市川IC     |              |              | 國道357號                                               | 1.0                  |        | 成田方向出入口                                                | 千葉縣 | 市川市          | 市川市          |
| 2-1            | 谷津船橋IC     |              |              | 國道357號 千葉縣道15號千葉船橋海濱線                    | 5.5                  |        | 東京方向出入口                                                | 千葉縣 | 習志野市        | 習志野市        |
| 3              | 灣岸習志野IC   |              |              | 國道357號                                               | 7.9                  |        | 東京方向出入口                                                | 千葉縣 | 習志野市        | 習志野市        |
| -              | 習志野TB       |              |              | 公路收費站                                              | 8.4                  |        | 通称“習志野Barrier”                                           | 千葉縣 | 習志野市        | 習志野市        |
| -              | 灣岸幕張PA     |              |              | -                                                       | 8.7                  |        |                                                               | 千葉縣 | 千葉市          | 美濱區          |
| 4              | 灣岸千葉IC     |              |              | 國道357號                                               | 11.6                 |        | 成田方向出入口                                                | 千葉縣 | 千葉市          | 美濱區          |
| -              | 檢見川·真砂SIC |              |              | 國道357號                                               | 12.5                 |        | 興建中 東京方向出入口                                         | 千葉縣 | 千葉市          |                 |
| 5              | 宮野木JCT      |              |              | E14 京葉道路                                            | 16.7                 |        | 東京方向起只限東金、館山方向接續。 京葉道路的JCT編號為「7-1」 | 千葉縣 | 千葉市          | 稻毛區          |
| 6              | 千葉北IC       |              |              | 國道16號                                                | 18.8                 |        |                                                               | 千葉縣 | 千葉市          | 稻毛區          |
| 7              | 四街道IC       |              |              | 千葉縣道64號千葉臼井印西線                              | 24.6                 |        |                                                               | 千葉縣 | 四街道市        | 四街道市        |
| 8              | 佐倉IC         |              |              | 國道51號方向                                            | 30.0                 |        |                                                               | 千葉縣 | 佐倉市          | 佐倉市          |
| -              | 酒酒井PA       |              |              | -                                                       | 35.1                 |        | 唯一設置加油站場所                                            | 千葉縣 | 印旛郡 酒酒井町 | 印旛郡 酒酒井町 |
| 8-1            | 酒酒井IC       |              |              | 千葉縣道77號富里酒酒井線                                | 37.0                 |        |                                                               | 千葉縣 | 印旛郡 酒酒井町 | 印旛郡 酒酒井町 |
| 9              | 富里IC         |              |              | 國道409號                                               | 39.5                 |        |                                                               | 千葉縣 | 富里市          | 富里市          |
| 9-1 10         | 成田JCT/IC     |              |              | E65 新機場自動車道                                      | 44.9                 |        | 成田國際機場接續口 有與北千葉道路的接續計劃                   | 千葉縣 | 成田市          | 成田市          |
| 10-1           | 大榮JCT        |              |              | C4 首都圈中央聯絡自動車道                               | 50.5                 |        | 圈央道的JCT編號為「90」 東金、木更津方向預定於2024年度開通    | 千葉縣 | 成田市          | 成田市          |
| -              | 大榮PA         |              |              | -                                                       | 51.6                 |        |                                                               | 千葉縣 | 成田市          | 成田市          |
| 11             | 大榮IC         |              |              | 國道51號                                                | 56.6                 |        |                                                               | 千葉縣 | 成田市          | 成田市          |
| 12             | 佐原香取IC     |              |              | 千葉縣道55號佐原山田線 千葉縣道253號香取津之宮線        | 65.9                 |        |                                                               | 千葉縣 | 香取市          | 香取市          |
| -              | 佐原PA         |              |              | -                                                       | 68.5                 |        |                                                               | 千葉縣 | 香取市          | 香取市          |
| 13             | 潮來IC         |              |              | 茨城縣道50號水戶神栖線 茨城縣道·千葉縣道101號潮來佐原線 | 74.5                 |        | 有往鹿島港方向的支線構想                                      | 茨城縣 | 潮來市          | 潮來市          |
| -              | 麻生IC         |              |              | 茨城縣道50號水戶神栖線                                  | 85.6                 |        | 預定2025年度至2026年度開通                                    | 茨城縣 | 行方市          | 行方市          |
| -              | 行方PA         |              |              |                                                         | 88.1                 |        | 預定2025年度至2026年度開通                                    | 茨城縣 | 行方市          | 行方市          |
| -              | 北浦IC         |              |              | 國道354號                                               | 97.5                 |        | 預定2025年度至2026年度開通                                    | 茨城縣 | 行方市          | 行方市          |
| 16             | 鉾田IC         |              |              | 茨城縣道18號茨城鹿島線                                  | 105.4                |        | 至茨城町JCT為止雙車道快速道路                                 | 茨城縣 | 鉾田市          | 鉾田市          |
| 17             | 茨城機場北IC   |              |              | 茨城縣道18號茨城鹿島線                                  | 114.2                |        |                                                               | 茨城縣 | 東茨城郡 茨城町 | 東茨城郡 茨城町 |
| 18             | 茨城町JCT      |              |              | E50 北關東自動車道                                      | 123.0                |        | 北關東道的JCT編號為「15-1」                                   | 茨城縣 | 東茨城郡 茨城町 | 東茨城郡 茨城町 |

## 歷史
- 1971年10月27日：新空港自動車道宮野木JCT～富里IC間通車
- 1972年8月19日：新空港自動車道富里IC～成田IC間通車
- 1978年5月21日：新空港自動車道成田IC～新空港IC間通車
- 1979年4月1日：新空港自動車道宮野木JCT～成田IC間更名為東關東自動車道
- 1982年4月27日：市川JCT～宮野木JCT間通車
- 1985年2月27日：成田IC～大榮IC間通車
- 1986年3月28日：大榮IC～佐原香取IC間通車
- 1987年11月20日：佐原香取IC～潮來IC間通車
- 2005年10月1日：日本道路公團民營化之下，路線由東日本高速道路株式會社管轄。

### 預定通車年度
- 鉾田IC - 茨城町南IC：2015年度
- 茨城南IC - 茨城JCT：2009年度（百里飛行場啟用同時）

## 路線狀況

### 車道與速限
| 区間                                | 車道 上下線=上行線+下行線 | 速限     |
| ----------------------------------- | ------------------------- | -------- |

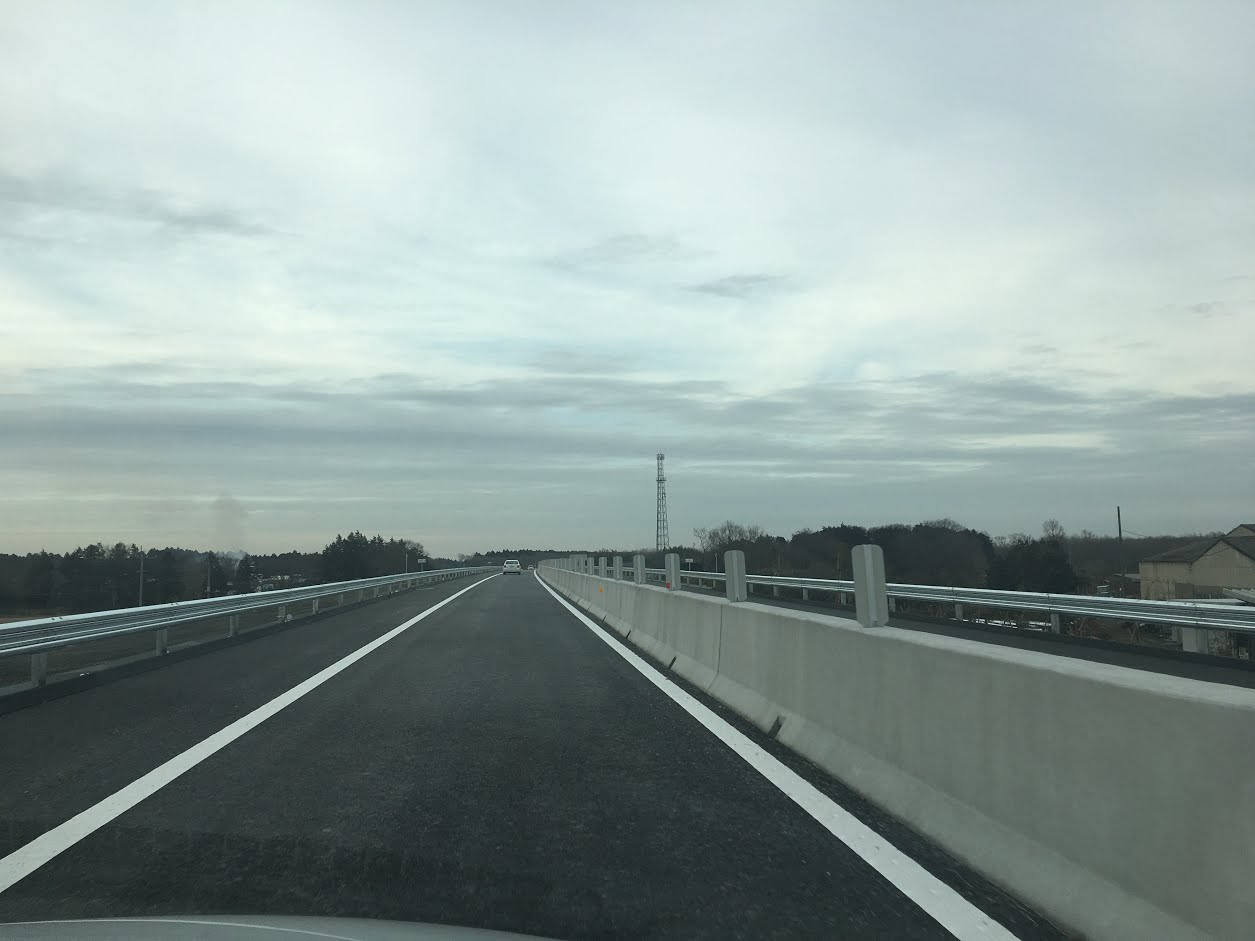
中央分離帶設置水泥護欄路段
（鉾田交流道 - 茨城機場北交流道間）

| 高谷系統交流道 - 千葉北交流道       | 6=3+3                     | 80 km/h  |
| 千葉北交流道 - 成田交流道           | 6=3+3                     | 100 km/h |
| 成田交流道 - 潮來交流道             | 4=2+2                     | 100 km/h |
| 鉾田交流道 - 茨城機場北交流道       | 2=1+1 （暫定2車道）       | 80 km/h  |
| 茨城機場北交流道 - 茨城町系統交流道 | 2=1+1 （暫定2車道）       | 70 km/h  |

高谷系統交流道 - 千葉北交流道間因線形不佳而有連續急彎，設定了80 km/h的速限。此外，灣岸千葉交流道以西路段沿著海岸通過，駕駛時須注意可能受到側風影響。
道路照明燈設置於高谷系統交流道 - 成田交流道間的6車道路段。
未通車路段的潮來交流道以北計畫以暫定2車道方式整備。
鉾田交流道 - 茨城空港北交流道間為暫定2車道，但是中央分離帶為了確保安全性採用水泥護欄，因此速限提升至80 km/h。

### 主要橋梁
- 利根川橋（日语：利根川橋 (東関東自動車道)）（佐原停車區 - 潮來交流道）
- 常陸利根川橋（日语：常陸利根川橋）（佐原停車區 - 潮來交流道）

### 道路管理者
- NEXCO東日本 關東支社（日语：東日本高速道路関東支社東日本高速道路関東支）
  - 千葉管理事務所 : 高谷系統交流道 - 潮來交流道
  - 水戸管理事務所 : 鉾田交流道 - 茨城町系統交流道

#### 公路廣播
- 習志野（灣岸市川交流道 - 灣岸習志野交流道）
- 四街道（千葉北交流道 - 四街道交流道）
- 酒酒井（酒酒井停車區 - 富里交流道）

### 交通量
利用狀況（2002年度）
日平均交通量（區間平均）
- 灣岸市川IC～潮來IC：54,159輛（前年度比99.4%）

最大：灣岸市川IC～灣岸習志野IC：106,716輛（前年度比98.7%）
最小：佐原香取IC～潮來IC：10,579輛（前年度比100.3%）

### 費用收入
年間：51,278,542,000日圓（前年度比99.1%）
日平均：140,489,000日圓

## 地理

### 通過自治體
- 千葉縣
  - 市川市 - 船橋市 - 習志野市 - 千葉市（美濱區 - 花見川區 - 稻毛區 - 花見川區 - 稻毛區 - 花見川區）- 四街道市 - 佐倉市 - 印旛郡酒酒井町 - 佐倉市 - 印旛郡酒酒井町 - 富里市 - 印旛郡酒酒井町 - 富里市 - 成田市 - 香取市 -
- 茨城縣
  - 潮來市、鉾田市 - 東茨城郡茨城町

## 相關項目
- 國土開發幹線自動車道
- 日本高速公路列表
- 關東地方道路列表
- 高速公路未完成路段（日语：ミッシングリンク (日本の高速道路)）

## 外部連結
- 東日本高速道路株式會社 （页面存档备份，存于）